# Tongariro nationalpark
Tongariro nationalpark ligger i mitten av Nordön i Nya Zeeland och är den äldsta nationalparken i landet, grundad redan 1894. Den var den fjärde nationalparken i världen som inrättades. Tongariro nationalpark är sedan 1990 upptagen på Unescos världsarvslista som naturvärldsarv, och sedan 1993 även som kulturvärldsarv. De vulkaniska bergen Ruapehu, Ngauruhoe och Tongariro ligger mitt i parken.
Ett flertal av maoriernas religiösa platser finns i parken. Många av bergstopparna dyrkas som tapu, ett ord som beskriver en mycket helig plats.

## Geografi

### Läge
Tongariro nationalpark täcker omkring 795,98 kvadratkilometer och sträcker sig mellan 175° 22' och 175° 48' öst och 38° 58' och 39° 25' syd i hjärtat av Nordön i Nya Zeeland. Parken ligger 330 kilometer söder om Auckland och 320 kilometer norr om Wellington. Det är bara några kilometer västsydväst om Lake Taupo. Parken rymmer en stor del av Nordöns vulkanplatå (North Island Volcanic Plateau). Direkt österut finns Kaimanawa Range-bergen. Whanganui River i Whanganui nationalpark ligger västerut. 
Större delen av parken ligger i Ruapehu District (Manawatū-Whanganui Region), även om den nordöstra delen tillhör Taupo District (Waikato Region, eller Hawke's Bay Region, i norr).

### Storlek
Tongariro nationalpark sträcker sig under de tre vulkanerna Ruapehus, Ngauruhoes och Tongariros massiv. Pihanga Scenic Reserve, som rymmer Lake Rotopounamu, Mount Pihanga, och Mount Kakaramea, räknas också till parken, även om de ligger utanför själva parkområdet. 
Vid parkens gränser ligger de små städerna National Park Village och Ohakune. Längre bort ligger Turangi, Waiouru och Raetihi. Inom parkens gränser finns de turistinriktade byarna Whakapapa och Iwikau Village, som ligger i ett skidområde och som enbart består av skidstugor. 
Tongariro nationalpark omges av välskötta vägar som ungefärligt följer parkgränsen och skapar tillgänglighet. Västerut passerar State Highway 4 National Park Village, och österut löper State Highway 1 från Taupo parallellt med Tongariro River. Den norra förbindelsen mellan dessa två motorvägar är State Highway 47, även känd som Desert Road (Ökenvägen). Den södra förbindelsen är State Highway 49. Järnvägen från Auckland till Wellington passerar även National Park Village.

### Klimat

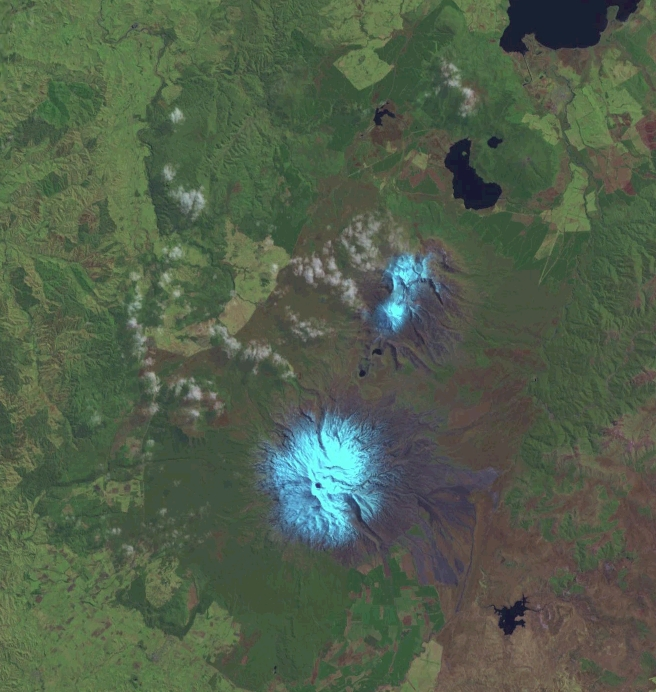
Satellitbild över Tongariro nationalpark

Precis som övriga Nya Zeeland ligger Tongariro nationalpark i den tempererade zonen. De kraftiga västliga vindarna samlar vatten över Tasmanhavet. Eftersom vulkanerna i Tongariro nationalpark är de första tydliga höjdskillnader som dessa vindar möter på Nordön, regnar det vid Taranaki nästan dagligen. De sydvästra regnen är inte lika stora som vid Southern Alps, eftersom de tre vulkanerna inte är en del av en större bergskedja och vindarna tar sig över bergstopparna. I Whakapapa faller det i genomsnitt 2 200 millimeter regn, i Ohakune cirka 1250 millimeter och på högre altitud, som i Iwikau Village, omkring 4900 millimeter. Under vintern snöar det på  1 500 meters höjd. Temperaturerna varierar dramatiskt, till och med inom en och samma dag. I Whakapapa kan de falla under fryspunkten under hela året. Medeltemperaturen är 13 °C, med maxtemperaturer kring 25 °C sommartid och minimitemperatur -10 °C under vintern. Under vissa somrar är bergstopparna snötäckta; på Ruapehu kan snöområden hittas varje sommar och toppen är istäckt.

## Historik
Bergstopparna är av stor betydelse för de lokala maorierna.

För att förhindra exploatering av bergen av europeiska immigranter skänkte den mest betydelsefyllde maorihövdingen, Te Heuheu Tukino IV (Horonuku), ledare för klanen, eller iwin, Ngati Tuwharetoa,  23 september 1887 den nuvarande parkens hjärta till Kronan med villkoret att ett skyddat område skulle upprättas där. Detta 26,40 kvadratmeter stora område ansågs för litet för att där upprätta en nationalpark efter samma modell som Yellowstone nationalpark i Wyoming (USA), så ytterligare områden köptes upp. Då det nyzeeländska parlamentet godkände Tongariro nationalparkstadgan i oktober 1894, täckte parken ett område på omkring 252,13 kvadratkilometer, men det dröjde fram till 1907 innan staten förvärvat området. Då stadgan förnyades 1922 hade parkområdet vuxit till 586,80 kvadratkilometer. Genom ytterligare utvidgningar, särskilt införlivandet av Pihanga Scenic Reserve i 1975, förstorades parken till dess nuvarande storlek på 795,98 kvadratkilometer. Den sista justeringen av stadgan godkändes 1980.  Tongariro nationalpark har varit under New Zealand Department of Conservations kontroll sedan departementet bildades 1987. 
Det första åtgärderna som gjordes i den unga Tongariro nationalpark var uppförandet av turiststugor i början av 1900-talet. Men det var inte förrän järnvägen byggdes ut omkring  1910, och vägarna under 1930-talet, som parken fick ta emot ett större antal besökare. Den andra Tongariro nationalparkstadgan 1922 ledde till en del aktiva bevarandeåtgärder, men det var inte förrän 1931 den första fast anställde skogvaktaren började arbeta. Vägbygget genom Whakapapadalen hade redan inletts under 1920-talet. Den första skidstugan byggdes 1923 på 1770 meters höjd, därefter vägen, och 1938 installerades en skidlift i området. Denna tidiga turismsatsning förklarar den något ovanliga förekomsten av en by och ett utvecklat skidområde inom en nationalpark. Hotellet Chateau Tongariro, vilket fortfarande är Whakapapas centrum, färdigställdes 1929. 
I början av 1900-talet inplanterades ljung i parken, då ledningen planerade för jakt av skogshöns. Skogshöns inplanterades dock aldrig, men ljungen spred sig och hotar parkens ekologiska system och de ursprungliga växterna. Parkledningen anstränger sig för att kontrollera dess spridning, även om total utrotning inte är trolig.
I januari 1991, förklarade Unesco Tongariro nationalpark som ett naturvärldsarv och två år senare blev det även ett kulturvärldsarv, då kriterier ändrats så även kulturlandskap kunde få denna status. 

## Geologi

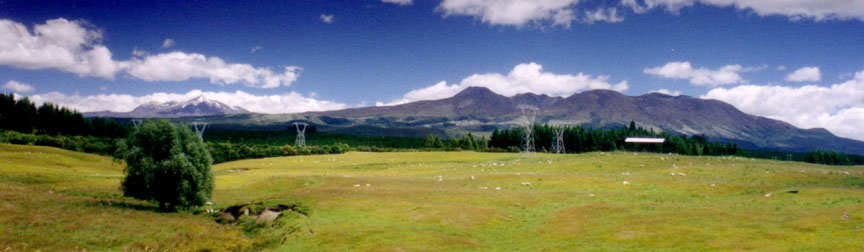
De tre vulkanerna: Snötäckta Ruapehu (vänster), koniska Ngauruhoe (mitten) och bredtoppade Tongariro (höger)

Tre vulkaner; Tongariro, Ngauruhoe, och Ruapehu, ligger på den södra delen av en 2500 kilometer lång vulkanskedja, under vilken Indo-australiska kontinentalplattan möter  Stilla havsplattan. Alla tre vulkanerna är fortfarande aktiva.

## Biologi

### Flora

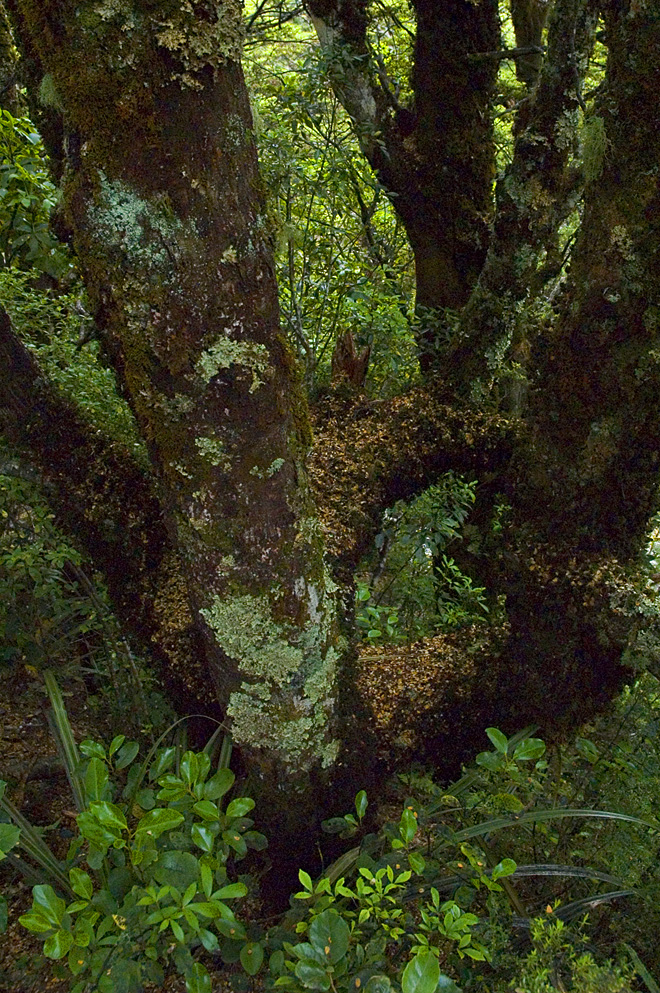
Vegetation i Tongariro nationalpark.

Tongariro nationalpark har en svår och delvis instabil miljö. I de norra och västra delarna av parken, nära  Lake Taupo finns en över 30 kvadratkilometer stor regnskog, som sträcker sig upp till 1000 meters höjd. 
Där växer Hall's Totara (Podocarpus hallii), Kahikatea (Dacrycarpus dacrydioides), Kamahi (Weinmannia racemosa), Pahautea (Libocedrus bidwillii) och flera epifytiska ormbunksväxter, orkidéer och svampar. Pahauteaträd växer upp till 1530 meters höjd där de täcker 127,3 kvadratkilometer. På denna höjd finns även en 20 kvadratkilometer stor bokskog, med flera olika typer av bok. Det finns även ett 95 kvadratkilometer stort busklandskap. I nordväst och kring Mount Ruapehu, på 1200 – 1500 meters höjd finns olika typer av gröen och ljung. Över 1500 meters höjd består terrängen mest av grus och stenfält, och är en svår miljö för växter,  men en del av dem klarar ibland att växa här. På 1700– 2020 meters höjd växer några få arter, däribland smörblommor. På över 2200 meters höjd finns bara lav.

### Fauna
Det finns femtiosex olika fågelarter, såsom sällsynta arter som nordöns bruna kiwi och kaka. I parken finns bara två däggdjur med sitt ursprung på Nya Zeeland, den kort- och den långsvansade fladdermusen  (Mystacina tuberculata och Chalinolobus tuberculatus).  Tongariro nationalpark myllrar även av insekter som nattfjärilar och weta. I parken finns, liksom i resten av Nya Zeeland, djur införda av européerna, såsom svartråtta, hermelin, katt, kanin, hare, klätterpungdjur och kronhjort.

## Aktiviteter

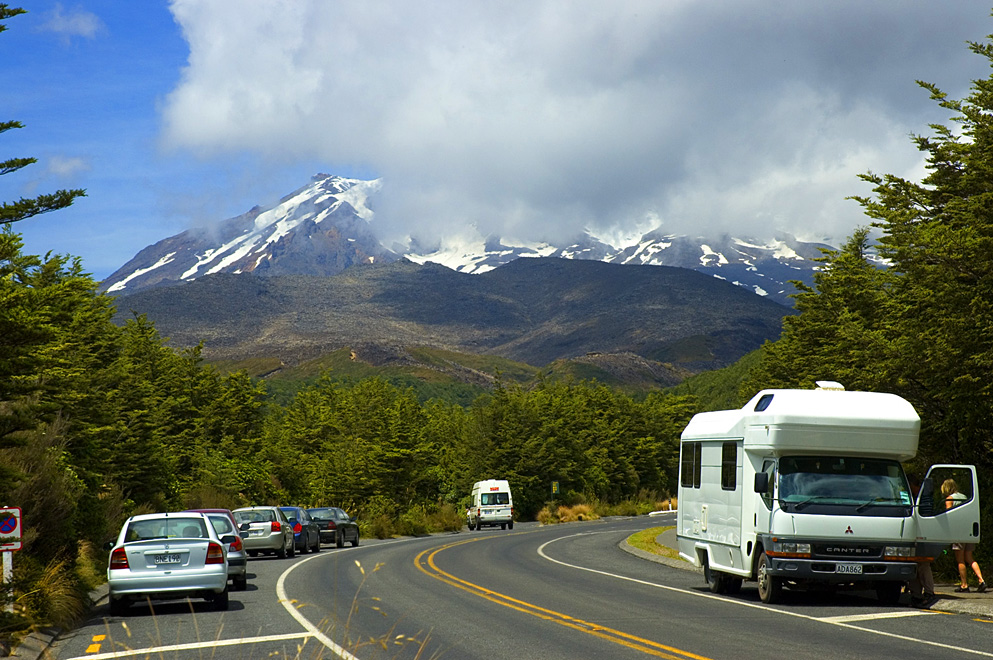
Ruapehu sett från Whakapapa Village, i Tongariro Nationalpark. Denna väg sträcker sig till Iwikau Village, och skidområdena.

Huvudaktiviteterna är vandring och klättring sommartid samt skidåkning och snowboardåkning under vintern. Det finns även möjligheter att jaga, fiska, mountainbikecykla, rida, åka flottränning eller på flygturer för att beskåda utsikten. 
En populär led i Tongariro nationalpark är Tongariro Crossing. Det mesta av spåret är en del av Tongariro Northern Circuit, en två till fyra dagars utflykt, som är en av Nya Zeelands nio stora vandringssträckor. Sidoled till Tongariros och Ngauruhoes bergstoppar är möjliga att ta under dessa vandringar. En annan rutt är den 3-6 dagar långa "Runt berget-leden", runt Ruapehu. Förutom dessa finns en mängd kortare leder lämpliga för dagsutflykter. Inom vandringsområdet finns tre platser där besökare kan campa och två nödstugor, nio allmänna och två privata stugor och med faciliteterna i Whakapapa, är parken väl lämpad för turism.
Dessa leder kan även vandras vintertid, liksom leden till Ruapehus bergstopp. Bergsklättring är också en möjlighet. Snösäsongen varar från slutet av juli till tidigt i november. Det största skidområdet, också kallat Whakapapa, ligger på berget Ruapehus västsluttning. Det har femton liftar och täcker ett område på 55 kvadratkilometer. I direkt anslutning till skidområdet ligger fyrtiosju skidklubbsstugor, varav de flesta även tar emot icke-medlemmar. Nästa bebyggelse finns längst ned i Whakapapa. Ett något mindre skidområde kallat Turoa ligger på den sydvästra sluttningen. Trots att det bara har nio liftar är skidområdet på 50 kvadratkilometer, nästan lika stort som Whakapapas. Det finns inget boende vid detta skidområde, närmaste stad är Ohakune. Dessa två skidområden slogs samman 2000. Liftkort kan användas i båda områdena och en lift som löper från det ena området till det andra planeras. Förutom dessa två större skidorter, finns även Tukino skidområde, som ägs privat av Desert Alpine Ski Club, och Aorangi Ski Club på sydöstra sluttningen. Det har två ankarliftar och täcker 1,9 kvadratkilometer.